# Динамо (Харків) у сезоні 1979—1980
Сезон 1979—1980 став першим в історії хокейного клубу «Динамо» (Харків). Команда дебютувала в західній зоні другої ліги.

## Огляд
1977 року в Харкові був збудований палац спорту. Керівництво міста вірішило створити хокейну команду і за допомогою звернулися до всесоюзного спортивного товариства «Динамо». Основу новоствореного клуба склала група підготовки московського «Динамо» під керівництвом Валентина Єгорова. Підлеглі Єгорова 1978 року здобули перемогу в юнацькому чемпіонаті СРСР, а наступного сезону — в молодіжній першості.
Харківське «Динамо» було створене в липні 1979року. Окрім 15 спортсменів, які приїхали з Москви, до складу також увійшли гравці з Вокресенська, Електросталі, Києва, Новокузнецька і Пензи. Згодом до них приєднали три хокеїста з мінського «Динамо» (Слєпишев, Юнусов і Варивончик). Двоє останніх проведуть у Харкові більшу частину своєї кар'єри, а Слєпишев був найдосвідченішим гравцем нового клубу: на професійному ріні виступав три сезони, провів за білоруське «Динамо» і пензенський «Дизеліст» понад 79 ігор у першій лізі. Павло Єфимов і Андрій Тишков зіграли по декілька матчів у вищій лізі.
Протягом сезону Валентин Єгоров проводив пошуки оптимального пояднання гравців. У першому матчі команда вийшла у такому складі:
| Дроздов; Абрамов — Юр'єв, Попихін — Максимов, Кузнецов — Захаров; Толстих — Сауков — Єфимов, Короленко — Єршов — Тишков, Хайбуллін — Вялов — Кочалаєвський, Мітін — Громов — Орлов. |

А в останніх іграх першовсті виглядав наступним чином:
| Барзанов; Попихін — Максимов, Кузнецов — Захаров, Муравйов — Абрамов, Юр'єв; Єфимов — Єршов — Тишков, Юнусов — Варивончик — Слєпишев, Короленко — Громов — Сауков, Вялов — Удалов — Хайбуллін, Кочалаєвський. |

Андрій Тишков став автором першої закинутої шайби.
Євген Попихін став чемпіоном світу серед молоді і йому присвоєно звання «Майстер спорту». До ігор за молодіжну збірну викикався і нападник Євген Короленко.
За підготовку висококваліфікованих спеціалістів Валентину Єгорову було присвоєно звання «Заслужений тренер РРСФР».
Павло Єфимов брав участь у всіх іграх західної зони другої ліги, 58 матчів зіграв Євген Короленко, 57 — Ігор Захаров, 56 — Дмитро Громов, 55 — Олександр Абрамов.
Найрезультативніші гравці: Павло Єфимов — 34, Андрій Тишков — 30, Євген Короленко — 23, Микола Сауков — 22, Владислав Єршов — 20.

## Склад
- Старший тренер — Єгоров Валентин Михайлович (1937)
- Начальник команди — Биков Віктор Васильович (1943)[3][4]
- Тренер — Зайцев В'ячеслав Кузьмович (1940)
- Тренер — Макренський Юрій Євгенович (1945)

| Номер     | Гравець                          | Рік народження | Попередня команда майстрів | Молодіжна команда         |
| Воротарі  | Воротарі                         | Воротарі       | Воротарі                   | Воротарі                  |
| --------- | -------------------------------- | -------------- | -------------------------- | ------------------------- |
| 1         | Барзанов Сергій Васильович       | 1960           | —                          | «Хімік» (Воскресенськ)    |
| 20        | Дроздов Сергій Ігорович          | 1960           | —                          | «Спартак» (Москва)        |
| 22        | Магідов Ігор Олегович            | 1959           | —                          | «Динамо» (Москва)         |
| Захисники |                                  |                |                            |                           |
| 2         | Попихін Євген Миколайович        | 1960           | —                          | «Динамо» (Москва)         |
| 3         | Кузнецов Валерій Борисович       | 1961           | —                          | «Динамо» (Москва)         |
| 4         | Абрамов Олександр Васильович     | 1960           | —                          | ?                         |
| 5         | Максимов Володимир Миколайович   | 1960           | —                          | «Динамо» (Москва)         |
| 6         | Захаров Ігор Петрович            | 1960           | —                          | «Динамо» (Москва)         |
| 17        | Юр'єв Сергій Володимирович       | 1959           | «Металург» (Новокузнецьк)  | ?                         |
| 19        | Муравйов В'ячеслав Миколайович   | 1959           | —                          | ?                         |
| Нападники |                                  |                |                            |                           |
| 7         | Короленко Євген Олегович         | 1960           | «Металург» (Новокузнецьк)  | «Динамо» (Москва)         |
| 8         | Сауков Микола Геннадійович       | 1961           | —                          | «Динамо» (Москва)         |
| 9         | Вялов Олександр Миколайович      | 1959           | —                          | ?                         |
| 10        | Кочалаєвський Віталій Михайлович | 1960           | —                          | «Динамо» (Москва)         |
| 11        | Єфимов Павло Володимирович       | 1959           | «Хімік» (Воскресенськ)     | «Хімік» (Воскресенськ)    |
| 12        | Єршов Владислав В'ячеславович    | 1960           | —                          | «Кристал» (Електросталь)  |
| 13        | Удалов Олександр Анатолійович    | 1961           | «Дизеліст» (Пенза)         | «Дизеліст» (Пенза)        |
| 14        | Громов Дмитро Олексійович        | 1958           | «Сокіл» (Київ)             | ?                         |
| 15        | Хайбуллін Володимир Гарейович    | 1960           | —                          | «Металург» (Новокузнецьк) |
| 16        | Мітін Володимир Тимофійович      | 1959           | —                          | ?                         |
| 18        | Тишков Андрій Васильович         | 1959           | «Динамо» (Москва)          | «Динамо» (Москва)         |
| 23        | Толстих Сергій Вікторович        | 1961           | —                          | «Динамо» (Москва)         |
| 25        | Орлов Віктор Сергійович          | 1960           | —                          | «Динамо» (Москва)         |
|           | Слєпишев Володимир Володимирович | 1960           | «Динамо» (Мінськ)          | «Дизеліст» (Пенза)        |
|           | Юнусов Альфред Асфанович         | 1960           | «Динамо» (Мінськ)          | «Салават Юлаев» (Уфа)     |
|           | Варивончик Анатолій Миколайович  | 1959           | «Динамо» (Мінськ)          | «Юність» (Мінськ)         |

## Чемпіонат
Підсумкова таблиця західної зони другої ліги:
| М  | Команда                     | І  | Пер | Н  | Пор | Ш       | Очки |
| -- | --------------------------- | -- | --- | -- | --- | ------- | ---- |
| 1  | СКА МВО (Калінін)           | 60 | 44  | 2  | 14  | 417-215 | 90   |
| 2  | «Буран» (Вороніж)           | 60 | 43  | 3  | 14  | 316-193 | 89   |
| 3  | «Металург» (Череповець)     | 60 | 39  | 6  | 15  | 317-208 | 84   |
| 4  | «Верстатобудівник» (Рязань) | 60 | 37  | 6  | 17  | 298-202 | 80   |
| 5  | «Кренгольм» (Нарва)         | 60 | 35  | 5  | 20  | 248-181 | 75   |
| 6  | ВІФК (Ленінград)            | 60 | 33  | 5  | 22  | 309-214 | 71   |
| 7  | «Супутник» (Альметьєвськ)   | 60 | 27  | 7  | 26  | 264-264 | 61   |
| 8  | «Динамо» (Харків)           | 60 | 26  | 4  | 30  | 229-255 | 56   |
| 9  | «Южний Урал» (Орськ)        | 60 | 25  | 5  | 30  | 215-247 | 55   |
| 10 | «Олімпія» (Кірово-Чепецьк)  | 60 | 22  | 9  | 29  | 232-266 | 53   |
| 11 | «Прогрес» (Глазов)          | 60 | 25  | 3  | 32  | 230-297 | 53   |
| 12 | «Кристал» (Електросталь)    | 60 | 21  | 5  | 34  | 206-282 | 47   |
| 13 | «Політ» (Горький)           | 60 | 19  | 3  | 38  | 216-302 | 41   |
| 14 | «Машинобудівник» (Київ)     | 60 | 17  | 6  | 37  | 212-310 | 40   |
| 15 | «Торпедо» (Ярославль)       | 60 | 15  | 5  | 40  | 202-307 | 35   |
| 16 | «Авангард» (Уфа)            | 60 | 10  | 10 | 40  | 173-341 | 30   |

Найкращий снайпер: В'ячеслав Лавров (СКА МВО) — 67 шайб
Стосунки з суперниками по західній зоні:
| Суперник                    | 1   | 2   | 3   | 4    |        | РШ    | Очки |
| --------------------------- | --- | --- | --- | ---- | ------ | ----- | ---- |
| СКА МВО (Калінін)           | 3:2 | 5:6 | 4:9 | 8:4  | +2=0-2 | 20-21 | 4    |
| «Буран» (Вороніж)           | 1:6 | 8:3 | 3:6 | 1:4  | +1=0-3 | 13-19 | 2    |
| «Металург» (Череповець)     | 1:7 | 2:8 | 5:5 | 2:6  | +0=1-3 | 10-26 | 1    |
| «Верстатобудівник» (Рязань) | 0:3 | 4:7 | 3:6 | 5:4  | +1=0-3 | 12-20 | 2    |
| «Кренгольм» (Нарва)         | 4:4 | 1:5 | 1:6 | 2:3  | +0=1-3 | 8-18  | 1    |
| ВІФК (Ленінград)            | 6:3 | 5:4 | 2:3 | 4:5  | +2=0-2 | 17-15 | 4    |
| «Супутник» (Альметьєвськ)   | 2:4 | 1:7 | 3:4 | 10:3 | +1=0-3 | 16-18 | 2    |
| «Южний Урал» (Орськ)        | 4:1 | 4:2 | 1:3 | 2:5  | +2=0-2 | 11-11 | 4    |
| «Олімпія» (Кірово-Чепецьк)  | 1:4 | 4:8 | 6:5 | 6:4  | +2=0-2 | 17-21 | 4    |
| «Прогрес» (Глазов)          | 5:2 | 3:2 | 2:5 | 3:7  | +2=0-2 | 13-16 | 4    |
| «Кристал» (Електросталь)    | 7:2 | 3:5 | 2:1 | 5:3  | +3=0-1 | 17-11 | 6    |
| «Політ» (Горький)           | 4:4 | 3:1 | 2:5 | 1:3  | +1=1-2 | 10-13 | 3    |
| «Машинобудівник» (Київ)     | 4:3 | 6:4 | 3:5 | 4:6  | +2=0-2 | 17-18 | 4    |
| «Торпедо» (Ярославль)       | 4:3 | 7:4 | 4:1 | 11:6 | +4=0-0 | 26-14 | 8    |
| «Авангард» (Уфа)            | 5:3 | 6:6 | 6:4 | 6:1  | +3=1-0 | 23-14 | 7    |

## Статистика гравців
| №         | Гравець                          | І        | Г        | П        | О        | ШХ       |
| Воротарі  | Воротарі                         | Воротарі | Воротарі | Воротарі | Воротарі | Воротарі |
| --------- | -------------------------------- | -------- | -------- | -------- | -------- | -------- |
| 1         | Барзанов Сергій Васильович       | 37       |          |          |          |          |
| 20        | Дроздов Сергій Ігорович          | 25       |          |          |          |          |
| 22        | Магідов Ігор Олегович            | 2        |          |          |          |          |
| Захисники |                                  |          |          |          |          |          |
| 2         | Попихін Євген Миколайович        | 20       | 4        | 8        | 12       | 6        |
| 3         | Кузнецов Валерій Борисович       | 53       | 2        | 0        | 3        | 18       |
| 4         | Абрамов Олександр Васильович     | 55       | 1        | 3        | 4        | 16       |
| 5         | Максимов Володимир Миколайович   | 49       | 8        | 4        | 12       | 40       |
| 6         | Захаров Ігор Петрович            | 57       | 6        | 8        | 14       | 72       |
| 17        | Юр'єв Сергій Володимирович       | 38       | 0        | 2        | 2        | 41       |
| 19        | Муравйов В'ячеслав Миколайович   | 44       | 3        | 2        | 5        | 79       |
| Нападники |                                  |          |          |          |          |          |
| 7         | Короленко Євген Олегович         | 58       | 22       | 9        | 31       | 14       |
| 8         | Сауков Микола Геннадійович       | 48       | 22       | 1        | 23       | 18       |
| 9         | Вялов Олександр Миколайович      | 48       | 8        | 3        | 11       | 4        |
| 10        | Кочалаєвський Віталій Михайлович | 54       | 12       | 6        | 18       | 43       |
| 11        | Єфимов Павло Володимирович       | 60       | 35       | 21       | 56       | 88       |
| 12        | Єршов Владислав В'ячеславович    | 54       | 21       | 14       | 35       | 30       |
| 13        | Удалов Олександр Анатолійович    | 18       | 3        | 0        | 3        | 0        |
| 14        | Громов Дмитро Олексійович        | 56       | 14       | 1        | 15       | 12       |
| 15        | Хайбуллін Володимир Гарейович    | 48       | 8        | 10       | 18       | 10       |
| 16        | Мітін Володимир Тимофійович      | 5        | 1        | 0        | 1        | 0        |
| 18        | Тишков Андрій Васильович         | 38       | 30       | 16       | 46       | 16       |
| 23        | Толстих Сергій Вікторович        | 16       | 4        | 0        | 4        | 13       |
| 25        | Орлов Віктор Сергійович          | 28       | 8        | 3        | 11       | 17       |
|           | Слєпишев Володимир Володимирович | 17       | 6        | 5        | 11       | 8        |
|           | Юнусов Альфред Асфанович         | 20       | 5        | 6        | 11       | 11       |
|           | Варивончик Анатолій Миколайович  | 18       | 6        | 2        | 8        | 8        |